# ヘポキシリンエポキシドヒドロラーゼ
ヘポキシリンエポキシドヒドロラーゼ(Hepoxilin-epoxide hydrolase、EC 3.3.2.7)は、以下の化学反応を触媒する酵素である。
(5Z,9E,14Z)-(8xi,11R,12S)-11,12-エポキシ-8-ヒドロキシイコサ-5,9,14-トリエン酸 + 水{\displaystyle \rightleftharpoons }(5Z,9E,14Z)-(8xi,11xi,12S)-8,11,12-トリヒドロキシイコサ-5,9,14-トリエン酸
従って、この酵素の2つの基質は(5Z,9E,14Z)-(8xi,11R,12S)-11,12-エポキシ-8-ヒドロキシイコサ-5,9,14-トリエン酸と水、1つの生成物は(5Z,9E,14Z)-(8xi,11xi,12S)-8,11,12-トリヒドロキシイコサ-5,9,14-トリエン酸である。
この酵素は加水分解酵素、特にエーテル結合を加水分解するエーテルヒドロラーゼである。系統名は、(5Z,9E,14Z)-(8xi,11R,12S)-11,12-エポキシ-8-ヒドロキシイコサ-5,9,14-トリエン酸 ヒドロラーゼである。この他によく用いられる名前として、hepoxilin epoxide hydrolase、hepoxylin hydrolase、hepoxilin A3 hydrolase等がある。
この酵素はアラキドン酸の代謝に関与している。